# 2007年第十号热带低气压
第十号热带低气压（英語：Tropical Depression Ten）是一场持续时间很短，于2007年9月登陆佛罗里达州西北狭长地带的热带气旋。该天气系统的前身是9月21日在墨西哥湾东北部由一股东风波、一片冷锋的末端以及一股上层低气压相互作用形成的亚热带低气压。气旋中的环流起初组织混乱，雷暴活动时断时续，之后其中心上空的对流有所增多并转变成热带低气压。低气压向西北方向移动，于9月22日清晨在佛罗里达州华尔顿堡滩附近登岸，之后不久便在阿拉巴马州东南部上空消散。
气象部门起初预计低气压会以热带风暴强度的最低标准登陆，密西西比州和路易斯安那州因受到威胁而进入紧急状态。低气压也因此成为继2005年大西洋飓风季期间毁灭性的飓风卡特里娜以来第一个威胁到新奥尔良地区的热带气旋。系统总体上造成的影响很小，基本局限为小雨。但是，其前身天气系统在佛罗里达州尤斯蒂斯催生出一场破坏性的龙卷风，摧毁了20套房屋，另有超过30套受损，损失约620萬美元（2007年美元，相当于2025年的940萬美元）。

## 气象历史
第十号热带低气压源于一片上层低气压、一股东风波以及一片冷锋尾部间的复杂相互作用，其中的东风波还形成了热带风暴英格丽德。到9月17日，系统在巴哈马上空和大西洋西部产生了大范围的雷暴活动。佛罗里达狭长地带上空的上层低气压令该区域的对流增多，系统于9月18日开始穿越佛罗里达州，其组织结构起初非常混乱，整个地区的海面气压逐渐下降，于9月19日开始有一片弱低气压区发展出来。
9月20日，一架飓风猎人侦察机飞入位于墨西哥湾东北部的系统后报告其中存在层次分明的低气压和包含有强烈阵风的飑，并且伴随着有限且组织混乱的雷暴活动。对流的结构结构逐渐得到改善，其东部半圆中发展出层次分明的雨带，中心附近也间歇性地出现雷暴活动。虽然系统总体上来说组织性仍然欠佳，环流的层次也很混乱，但其高空存在的上层低气压还是促使美国国家飓风中心于协调世界时9月21日下午15点开始针对位于佛罗里达州圣文森特岛以南约60公里处的第十号亚热带低气压发布公告，指出系统还有沿海岸线得到进一步发展的可能。之后经重新分析，系统归类为亚热带气旋的时间还要提前3个小时。
由于西北方向存在中层高压脊，气象部门预计亚热带低气压会平行与美国墨西哥湾沿岸地区海岸线移动，风速会增强到每小时75公里并在密西西比州南部登岸。由于中心上空的对流略有增加，环流结构得到些许改善，并在经过6小时发展后转变成热带低气压。气旋继续向西北方向前进，于9月22日凌晨0点左右以每小时55公里风速在佛罗里达州华尔顿堡滩登陆。随着系统向内陆进发，其云层格局逐渐瓦解，美国国家飓风中心在其登陆3小时后发布了针对低气压的最后一份公告。低气压在进入阿拉巴马州后变得更加混乱，热带系统于9月22日清晨消散，其残留表面低气压继续向西北偏西方向移动，于9月23日清晨在路易斯安那州和德克萨斯州边界上空消散。

## 防灾措施和影响

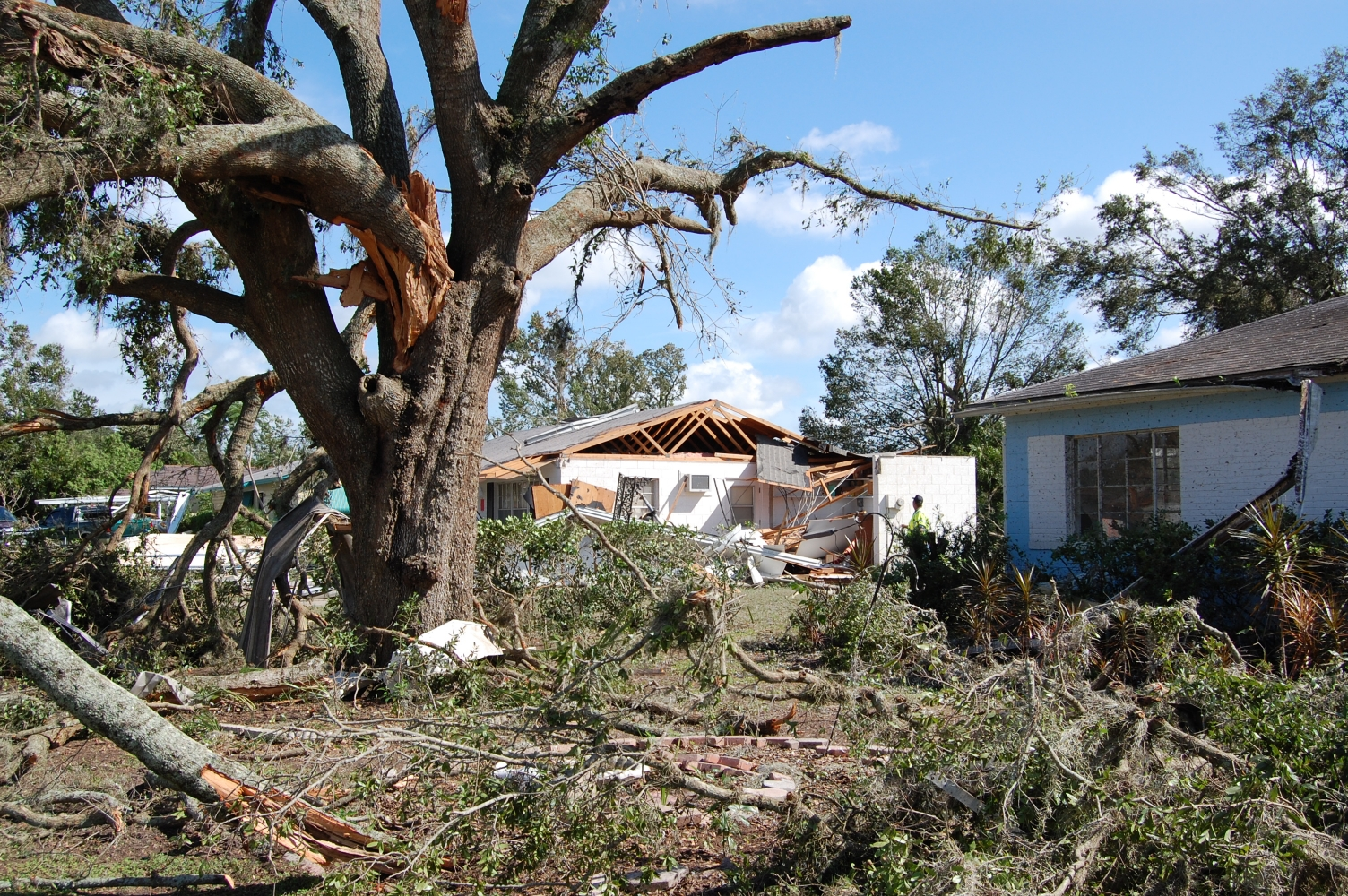
佛罗里达州尤斯蒂斯因龙卷风造成的破坏。

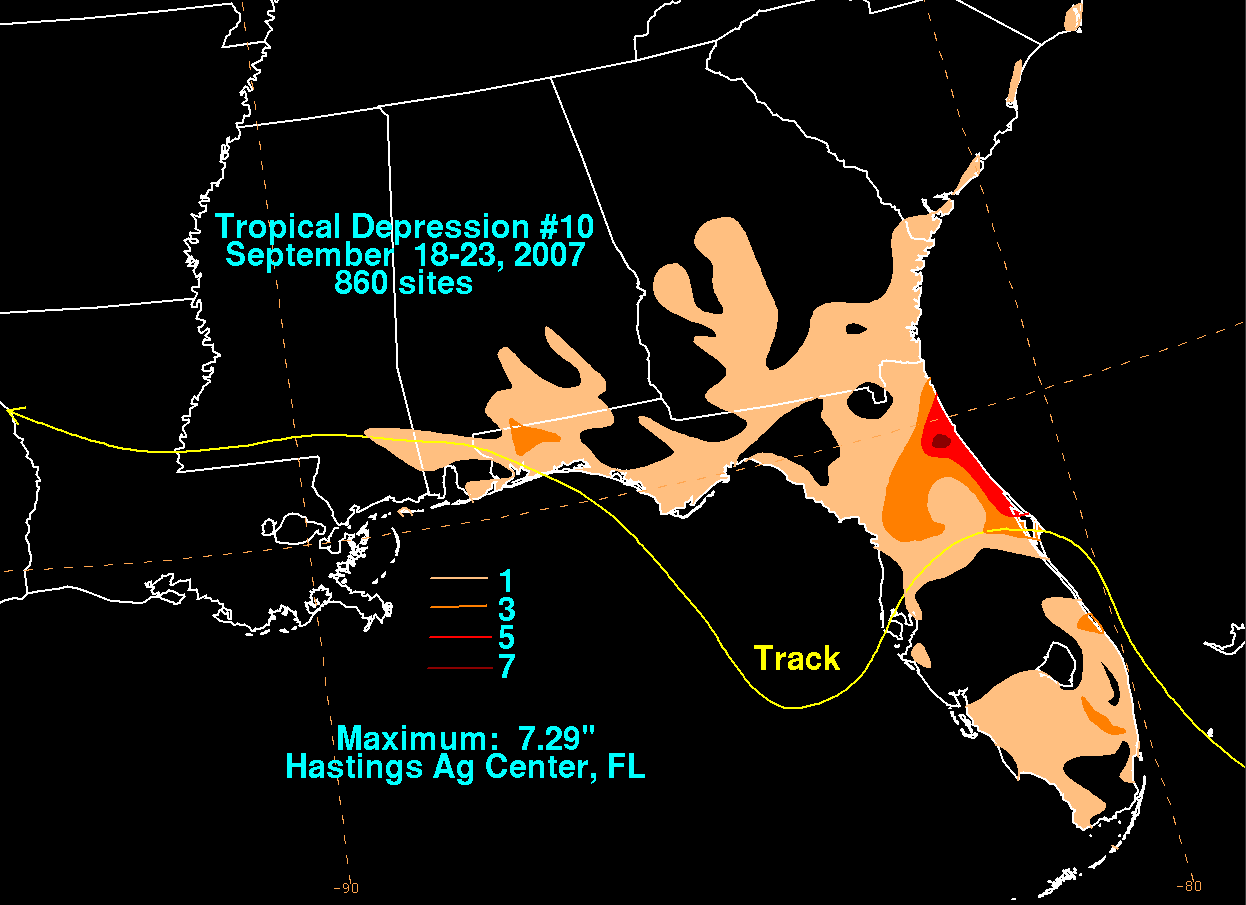
第十号热带低气压降雨量分布。

第十号热带低气压的前身低气压系统与风切变和下层环流共同作用，给佛罗里达州中部带去了中等强度的对流。9月20日晚，阿勃卡湖（Lake Apopka）附近发展出一个超级单体，超级单体迅速北上，在尤斯蒂斯附近催生出一场改良藤田级数达到的龙卷风，龙卷风行进了2.94公里，风速达到每小时约160公里。这场龙卷风摧毁了20套房屋，另有30套严重受损，还导致1人受伤，约300人失去电力供应，造成的损失共计达到620万美元（2007年美元，相当于2025年的940萬美元）。玛丽安娜和奇普利附近也报告出现了龙卷风。前身低气压系统产生的闪电还劈死了亨德里县的一名男子。
热带低气压形成12小时前，其外界雨带就开始对佛罗里达州西北狭长地带沿海地区产生影响。美国国家飓风中心在发出针对低气压的第一份公告同时，也向佛罗里达州阿巴拉契科拉向西直至密西西比河河口之间区域发出热带风暴警告。此后不久，密西西比州的珀尔里弗县、沃尔索尔县和派克县以及路易斯安那州的华盛顿堂区收到了内陆热带风暴警告。此外，美国国家气象局驻新奥尔良办事处还向路易斯安那州东南部4个堂区发布了沿海洪水观察预警。密西西比州州长海利·巴伯（Haley Barbour）宣布全州进入紧急状态。政府下令对生活在杰克逊县、哈里森县和汉考克县低洼地区和移动房屋中的居民实行强制撤离。新奥尔良开放了3处紧急避难所，这主要是考虑到飓风卡特里娜过后生活在联邦紧急事务管理局提供的1.7万辆拖挂式房车中市民的安全。路易斯安那州州长凯瑟琳·布兰科宣布该州进入紧急状态，下令州内国民警卫队及其他救灾服务机构做好准备。
佛罗里达州西部海岸线的浪高约为1.5米，并报告有出现离岸流，不过没有出现海滩侵蚀。系统关联降雨量在黑斯廷斯达到最高的185毫米。其他地区相对较少，乔治亚州的奥尔巴尼为37.1毫米，阿拉巴马州的多森只有13毫米。佛罗里达州米尔顿出现时速74公里的阵风，艾斯康比亚县还有一些树木被风吹倒。低气压本身造成的破坏很小，西北狭长地带的风暴潮在0.76到1.25米之间。
风暴形成前，多家石油和天然气公司将北墨西哥湾海上石油平台非必需的工作人员撤离，壳牌石油疏散了约700名雇员，诺布尔能源从两个石油钻井平台上撤离了近300人。艾克森美孚将石油产量减少了约1000桶，天然气减少1600立方米。由于原油日产量因这场热带低气压而减少了27.7%，油价连续多天出现上涨，于9月20日创下每桶超过84美元的新纪录。

### 龙卷风
以下表格中列出了确认由第十号热带低气压催生龙卷风的相应信息，所有日期均基于龙卷风着陆点的当地时区，但时间则是基于协调世界时来保持整个条目一致。造成损失的金额为2007年美元。
| EF# | 着陆区域     | 县/堂区  | 州 | 着陆点坐标                        | 日期    | 时间（UTC）  | 路径长度 | 最大宽度 | 损失       | 概要                                                     | 来源          |
| --- | ------------ | -------- | -- | --------------------------------- | ------- | ------------ | -------- | -------- | ---------- | -------------------------------------------------------- | ------------- |
| EF1 | 尤斯蒂斯地区 | 莱克县   | FL | 28°50′N 81°41′W / 28.84°N 81.68°W | 9月20日 | 02:57至03:05 | 2.95公里 | 91米     | $6,200,000 | 7户民房被毁，另有27套严重受损，81套受轻等程度破坏。      | [ 27 ] [ 28 ] |
| EF1 | 梅奥西部     | 拉法叶县 | FL | 30°03′N 83°15′W / 30.05°N 83.25°W | 9月20日 | 04:20至04:21 | 0.4公里  | 32米     | $2,000     | 多棵大橡树被连根拔起。                                   | [ 27 ] [ 29 ] |
| EF0 | 克里欧东南部 | 巴伯县   | AL | 31°40′N 85°34′W / 31.66°N 85.57°W | 9月21日 | 22:34至22:35 | 0.58公里 | 18米     | 无         | 一位副警长报告发现了这场没有造成破坏的龙卷风。           | [ 30 ] [ 31 ] |
| EF0 | 杰罗姆地区   | 柯里尔县 | FL | 26°00′N 81°24′W / 26.00°N 81.40°W | 9月22日 | 01:00至01:05 | 0.8公里  | 18米     | 无         | 多位司机报告发现这场龙卷风着陆，但没有其造成破坏的报道。 | [ 32 ] [ 33 ] |